# Colurella collaris
Colurella collaris is een raderdiertjessoort uit de familie Lepadellidae. De wetenschappelijke naam van deze soort is voor het eerst geldig gepubliceerd in 1965 door Wulfert.